# Ferlens VD
| VD ist das Kürzel für den Kanton Waadt in der Schweiz. Es wird verwendet, um Verwechslungen mit anderen Einträgen des Namens Ferlens zu vermeiden. |

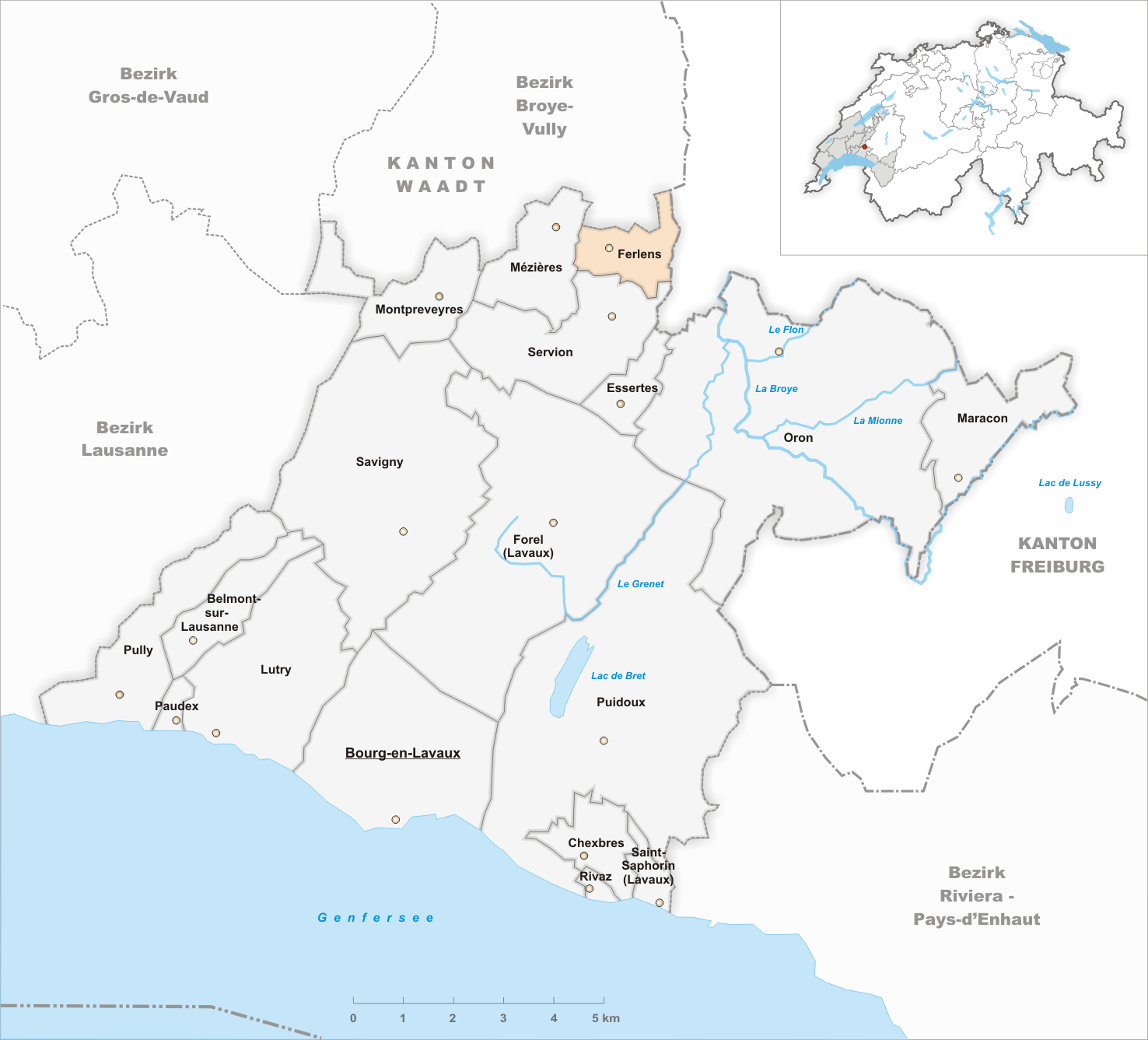
Gemeindestand vor der Fusion am 30. Juni 2016

Ferlens ([fɛʀlɑ̃], im einheimischen frankoprovenzalischen Dialekt [(a) fɛrˈlɛ̃]) war bis am 30. Juni 2016 eine politische Gemeinde im Distrikt Lavaux-Oron des Kantons Waadt in der Schweiz.

## Geographie
Ferlens liegt auf 747 m ü. M., vier Kilometer nordwestlich von Oron-la-Ville und 14 Kilometer nordöstlich der Kantonshauptstadt Lausanne (Luftlinie). Das ehemalige Bauerndorf erstreckt sich auf einer Höhe westlich des oberen Broyetals, auf der Ostabdachung des Hochplateaus des Jorat, im Waadtländer Mittelland.
Die Fläche des 2,2 km² grossen Gemeindegebiets umfasst einen Abschnitt der Molassehöhen zwischen dem Jorat und dem Oberlauf der Broye. Die westliche Grenze verläuft entlang des Baches Carrouge. Von hier erstreckt sich der Gemeindeboden ostwärts auf die breite Höhe von Ferlens, auf der mit 768 m ü. M. der höchste Punkt der Gemeinde erreicht wird. Diese Höhe senkt sich allmählich nach Osten in das Tal des Parimbot und zum Wald von Fey. Ein schmaler Zipfel im Nordosten reicht in das ausgedehnte Waldgebiet Bois de Ban (bis 718 m ü. M.). Von der Gemeindefläche entfielen 1997 5 % auf Siedlungen, 22 % auf Wald und Gehölze und 73 % auf Landwirtschaft.
Zu Ferlens gehören mehrere Hofsiedlungen und Einzelhöfe. Nachbargemeinden von Ferlens sind Servion, Mézières, Carrouge und Vulliens im Kanton Waadt sowie Ecublens und Auboranges im Kanton Freiburg.

## Bevölkerung
Mit 331 Einwohnern (Stand 31. Dezember 2014) gehörte Ferlens zu den kleinen Gemeinden des Kantons Waadt. Von den Bewohnern sind 92,1 % französischsprachig, 6,4 % deutschsprachig und 1,5 % italienischsprachig (Stand 2000). Die Bevölkerungszahl von Ferlens belief sich 1850 auf 229 Einwohner, 1900 auf 209 Einwohner. Danach wurde durch stetige Abwanderung bis 1970 eine Abnahme auf 142 Einwohner verzeichnet; seither stieg die Bevölkerungszahl wieder markant an und verdoppelte sich innerhalb von 30 Jahren.

## Wirtschaft
Ferlens war bis in die zweite Hälfte des 20. Jahrhunderts ein vorwiegend durch die Landwirtschaft geprägtes Dorf. Noch heute haben der Ackerbau und die Viehzucht einen wichtigen Stellenwert in der Erwerbsstruktur der Bevölkerung. Weitere Arbeitsplätze sind im lokalen Kleingewerbe und im Dienstleistungssektor vorhanden. Durch den Bau zahlreicher Einfamilienhäuser in den letzten Jahrzehnten hat sich das Dorf auch zu einer Wohngemeinde entwickelt. Viele Erwerbstätige sind deshalb Wegpendler, die vor allem in Lausanne arbeiten.

## Verkehr
Die Gemeinde liegt abseits grösserer Durchgangsstrassen an einer Verbindungsstrasse von Mézières nach Oron-la-Ville. Durch einen Postautokurs, der von Mézières nach Oron-la-Ville verkehrt, ist Ferlens an das Netz des öffentlichen Verkehrs angebunden.

## Geschichte
Die erste urkundliche Erwähnung des Ortes erfolgte 1146 bereits unter dem heutigen Namen. Später erschienen die Bezeichnungen Fellens (1180) sowie Ferlyn und Ferlin um 1330. Der Ortsname geht auf den burgundischen Personennamen Ferila zurück und bedeutet bei den Leuten des Ferila. Aufgrund des Fundes einer Nekropole, die auf das 8. und 9. Jahrhundert datiert wird, war Ferlens schon wesentlich vor seiner ersten Nennung besiedelt.
Das Gebiet von Ferlens gehörte im Hochmittelalter zur Abtei Saint-Maurice. Es wurde um 1150 der neu gegründeten Zisterzienserabtei Haut-Crêt geschenkt. Später war Ferlens Teil der Herrschaft Oron. Mit der Eroberung der Waadt durch Bern im Jahr 1536 gelangte das Dorf unter die Verwaltung der Landvogtei Moudon, wurde 1557 aber der neu gegründeten Vogtei Oron angeschlossen. Nach dem Zusammenbruch des Ancien Régime gehörte Ferlens von 1798 bis 1803 während der Helvetik zum Kanton Léman, der anschliessend mit der Inkraftsetzung der Mediationsverfassung im Kanton Waadt aufging. 1798 wurde es dem Bezirk Oron zugeteilt. Bis 1820 bildete Ferlens zusammen mit Servion eine Gemeinde, erst seither ist es eine politisch selbständige Gemeinde. Ferlens besitzt keine eigene Kirche; es gehört zur Pfarrei Mézières.